# گوران سوکنو
گوران سوکنو (انگلیسی: Goran Sukno؛ زادهٔ ۶ آوریل ۱۹۵۹) بازیکن واترپلو اهل یوگسلاوی بود که در مسابقات کشوری و بین‌المللی در مجموع برندهٔ ۱ مدال طلا شده‌است.